# 1970 (Dokumentarfilm)
1970 ist ein Dokumentarfilm von Tomasz Wolski, der im April 2021 beim Dokumentarfilmfestival Visions du Réel seine Premiere feierte. Unter Verwendung von Original-Audiomitschnitten und unterstützt durch Stop-Motion-Animationen erzählt der Film von den Streiks der  Arbeiter im kommunistischen Polen im Jahr 1970.

## Produktion

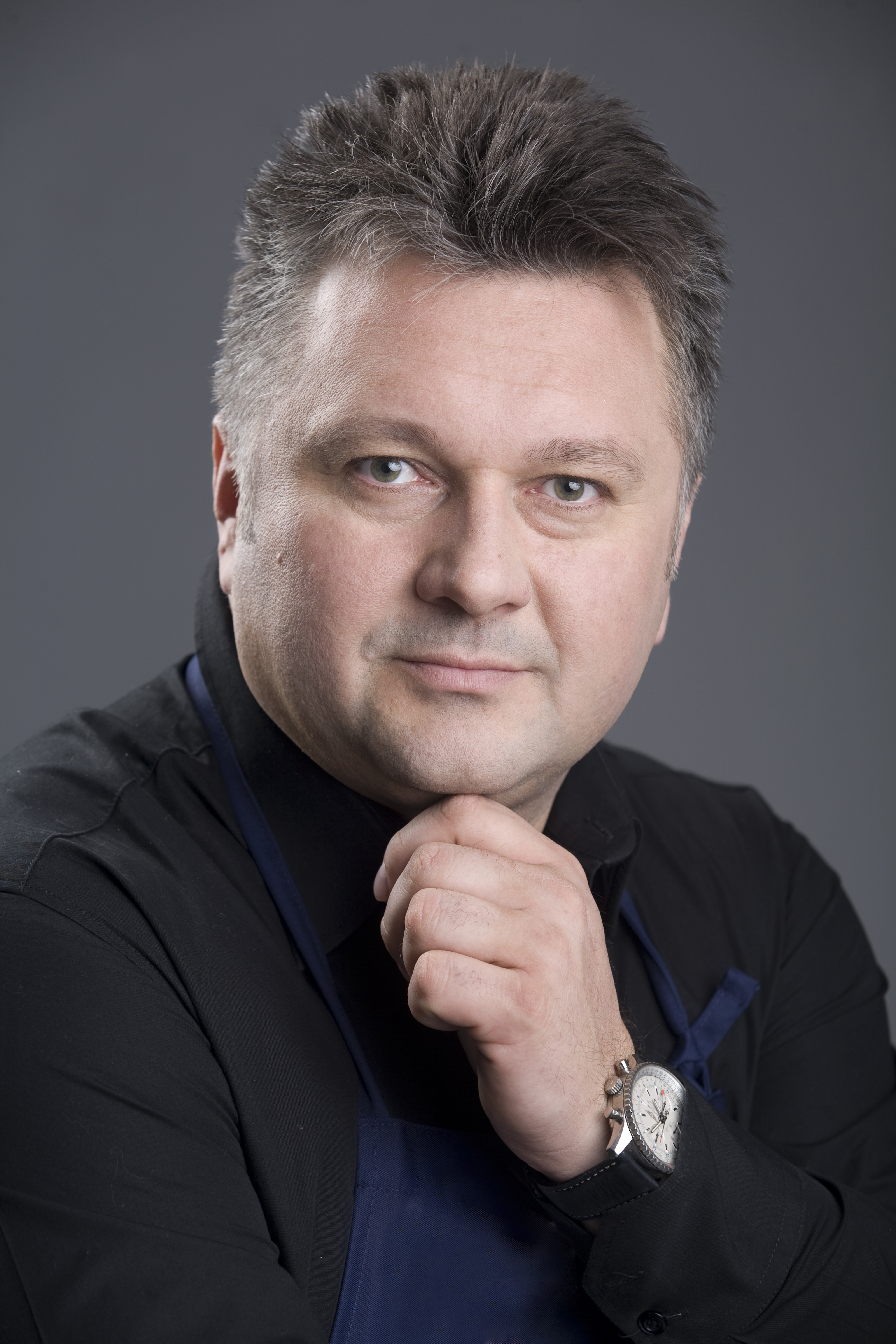
Für die Animation zeichnete Robert Sowa verantwortlich

Regie führte Tomasz Wolski, der auch das Drehbuch schrieb. Der 1977 geborene Drehbuchautor und Dokumentarfilmer machte seinen Abschluss als Journalist an der Jagiellonen-Universität und der Andrzej Wajda Master School of Film Directing. Neben der Regie seiner eigenen Filme arbeitete Wolski auch als Regieassistent für Jacek Bławut bei Born Dead. Zweimal hatte Wolski am Berlinale Talent Campus teilgenommen und ein Stipendium des Ministeriums für Kultur und Naturerbe der Republik Polen erhalten.
Für die Stop-Motion-Animation zeichnete Robert Sowa verantwortlich.
Die Weltpremiere erfolgte im April 2021 beim Dokumentarfilmfestival Visions du Réel. Ende Oktober 2021 wurde der Film bei der Viennale vorgestellt. Im März 2022 wurde er beim Luxembourg City Film Festival gezeigt und im darauffolgenden Monat bei ZagrebDox. Ab Ende April 2022 sind Vorstellungen bei IndieLisboa geplant. Im Mai 2022 wurde er beim DOK.fest München gezeigt.

## Auszeichnungen
Internationales Dokumentarfilmfestival München 2022
- Nominierung im Wettbewerb DOK.international

Krakowski Festiwal Filmowy 2021
- Nominierung im National Competition
- Auszeichnung mit dem Silbernen Schaukelpferd - Documentary Film Over 30 Minutes[8][9]

Luxembourg City Film Festival 2022
- Nominierung im Dokumentarfilmwettbewerb

Visions du Réel 2021
- Auszeichnung mit dem Special Jury Prize[10]

ZagrebDox International Documentary Film Festival 2022
- Lobende Erwähnung im Dokumentarfilmwettbewerb (Tomasz Wolski)[11]